# Asszel Al-Hamad
Asszel Al-Hamad szaúd-arábiai belsőépítész, festő, vállalkozó, és autóversenyző. Elsősorban versenyzői karrierjéről ismert: ő az első szaúdi nő, aki Formula–1 autót vezetett, és akit beválasztottak a Szaúd-Arábiai Motorsport Szövetségbe. Ez utóbbi minőségében Szaúd-Arábiát képviseli a Nők a Motorsportban Bizottságban (Women In Motorsport Commission, WMC).

## Karrierje

### Autóversenyzőként
Al-Hamadot már kiskorától érdekelték az autók és a gépészet; érdeklődése később az autóversenyzés felé fordult. Mivel Szaúd-Arábiában a nők nem vezethettek járművet, csak külföldön hódolhatott szenvedélyének. Versenyzői tanfolyamokat végzett, első igazi versenyélményét a Ferrari Fiorano tesztpályáján szerezte, majd Öböl-térségi országokban versenyzett. 2017 decemberében Al-Hamadot a Szaúd-Arábiai Motorsport Szövetség tagjává választották.
2018. június 24-én Szalman szaúdi király engedélyezte, hogy Szaúd-Arábiában nők is szerezhessenek jogosítványt, és vezethessenek autót. Ennek megünneplésére Al-Hamad a Circuit Paul Ricardon, a francia nagydíj helyszínén tett egy kört a Lotus E20-szal, amellyel korábban Kimi Räikkönen is versenyzett és amellyel a 2012-es abu-dzabi nagydíjat is megnyerte.

### Belsőépítészként
Diplomáját 2009-ben szerezte a rijádi Prince Sultan magánegyetemen. 2013-ban a londoni Művészeti Akadémián is végzett belsőépítészi tanfolyamokat. 2009-ben megalapította iDegree Design belsőépítészeti cégét.
Több elismerést szerzett különböző festészeti- és rajzversenyeken. 2000-ben első díjat nyert a rijádi Art Painting Competition-ön, 2001-ben pedig a rijádi L'art Pur galéria által rendezett kiállításon.